# Цогка, Хрисула
Хрисула Цогка — греческий математик-прикладник, чьи исследования охватывают дистанционное зондирование, распространение волн и получение изображений через сложные среды. Она — профессор прикладной математики в Калифорнийском университете в Мерседе.

## Образование
Цогка изучала химическую технологию в Национальном техническом университете Афин, который окончила со степенью бакалавра в 1995 году. Она поступила в Университет Париж-Дофин на аспирантуру по прикладной математике, получив степень магистра в 1996 году и защитив докторскую диссертацию в 1999 году. Её диссертация «Математическое и численное моделирование распространения трёхмерных упругих волн в сложных средах с трещинами» была написана под руководством Патрика Жоли.

## Карьера
После работы научным сотрудником в Лаборатории механики и акустики CNRS и приглашённым научным сотрудником в Стэнфордском университете она стала доцентом Чикагского университета в 2004 году. В 2007 году она перешла на должность доцента в Университет Крита, а в 2014 году получила звание штатного профессора. Свою нынешнюю должность в Калифорнийском университете в Мерседе она заняла в 2019 году.